# Das Zauberschwert
Das Zauberschwert (Originaltitel: The Magic Sword) ist ein US-amerikanischer Fantasyfilm aus dem Jahr 1962. Produzent und Regisseur war Bert I. Gordon, der auch die Geschichte lieferte, aus der Bernard C. Schoenfeld das Drehbuch schrieb. Die Hauptrollen spielten Basil Rathbone, Estelle Winwood, Gary Lockwood und Anne Helm.

## Handlung
Der zwanzigjährige George, der bei der Zauberin Sybil aufgewachsen ist und heimlich die Prinzessin Helene liebt, beobachtet diese durch einen Zauber und erlebt dabei, wie sie entführt wird. Veranlasst hat dies der Zauberer Lodac, der nun beim König vorspricht und diesem mitteilt, dass er Helene aus Rache an seinen Drachen verfüttern wolle. Dies werde in sieben Tagen geschehen. Wenn jemand sie befreien wolle, sei seine Burg zwar leicht zu finden, derjenige müsse aber zuerst seine sieben Flüche überwinden. George will der Prinzessin zur Hilfe eilen und sperrt Sybil, die diese gefährliche Unternehmung verhindern möchte, in eine unterirdische Kammer ein. Er nimmt die für seinen nächsten Geburtstag gedachten Geschenke, ein Pferd, das schneller als alle anderen ist, einen Umhang, den keine Waffe durchdringen kann, und ein Zauberschwert, das jeden Zauber beenden kann, an sich. Außerdem findet er sechs durch Zauber unbeweglich aufbewahrte Ritter, die er mit Hilfe des Zauberschwerts befreit und mit denen er zum König eilt, um sich für Befreiung Helenes anzubieten. Der König hatte bekannt gegeben, dass der Befreier seine Tochter heiraten und zusätzlich das halbe Königreich erhalten solle. Der Ritter Sir Branton hat den König bereits überredet, die Befreiung alleine zu übernehmen; nun werden ihm George und seine sechs Ritter zur Seite gestellt.
Helene muss in der Gefangenschaft miterleben, wie zwei andere Prinzessinnen, die erfolglos wegen Forderungen bereits eine Woche früher entführt worden sind, tatsächlich dem Drachen vorgeworfen werden. George und seine Begleiter kämpfen sich mit Branton durch die „Flüche“, einen Oger, einen nebligen Sumpf, eine vampirische Gestaltwandlerin, große Hitze und eine Höhle, die nur verzauberte Ausgänge hat. Dabei sterben oder verschwinden alle sechs Ritter. Zudem versucht Sybil, die sich mittlerweile befreit hat, einen Zauber gegen Lodac, der aber derart schiefgeht, dass Georges Schwert und Umhang ihre Zauberkräfte verlieren. Des Weiteren stellt sich heraus, dass Branton mit Lodac ausgemacht hat, Helene gegen einen Zauberring, den Branton trägt, einzutauschen. Daher möchte Branton alle seine Gefährten tot sehen.
George dringt alleine in Lodacs Burg ein und findet Helene schnell. Als er aber mit ihr fliehen will, sieht er sich von Lodac und seinen Helfern umzingelt. Branton nimmt die willige Helene und gibt Lodac den Ring. Danach stellt heraus, dass er nicht Helena, sondern nur die Gestaltwandlerin bei sich hat. Lodac tötet Branton und sagt dabei, dass er mit Sterblichen nicht verhandle, sondern sie töte. George wird gefangen genommen und soll an eine Wand gebunden mit ansehen, wie Helene dem Drachen ausgeliefert wird. Er wird von den „kleinen Leuten“, die ebenfalls in der Burg gefangen gehalten wurden, befreit und erhält von ihnen auch sein Schwert zurück. Damit greift er sofort den Drachen an. Mittlerweile ist auch Sybil eingetroffen. Sie kann George, der bereits zu verlieren droht, seine Zauberkräfte zurückgeben, worauf dieser den Drachen töten kann. Lodac ist dadurch so überrascht, dass Sybil ihm den Ring stehlen kann. Als Lodac dann George angreifen will, verwandelt sich Sybil in eine Raubkatze und tötet Lodac.
George und Helene werden vom König verheiratet. Während der Zeremonie kommen alle sechs Ritter dazu. Sybil weist lächelnd auf ihren neuen Ring.

## Produktion
Anne Helm, für die Das Zauberschwert der zweite Spielfilm und die erste Hauptrolle bedeutete, meinte Jahrzehnte später in einem Interview, dass sie nicht wirklich etwas zu arbeiten oder zu testen hatte, um die Rolle zu bekommen. Es sei eine dieser „geschenkten Rollen“ gewesen.
Die Dreharbeiten starteten am 11. Januar 1961 in den Samuel Goldwyn Studios in Hollywood und sollten 25 Tage dauern. Zudem wurde in den Studios der 20th Century Fox gedreht. Dort entstanden zum Beispiel die Szenen mit dem Drachen. Am 18. Juli 1961 wurde bekannt gegeben, dass Bert Gordon am Vortag die Aufnahmen für die Special Effects beendet habe. Sie sollen „mehrere Monate“ gedauert und geschätzte 220.000 Dollar gekostet haben. Gordon war nicht nur Produzent und Regisseur des Films, er leitete auch zusammen mit seiner Frau Flora die Special Effects.
Puppenspieler Ross Wheat erhielt eine Nennung im Vorspann als „Drachentrainer“.

### Synchronisation
An der deutschen Synchronisation von Das Zauberschwert waren beteiligt:
| Rolle      | Schauspieler    | Synchronsprecher |
| ---------- | --------------- | ---------------- |
| Lodac      | Basil Rathbone  | Gottfried Kramer |
| Sir George | Gary Lockwood   | Boris Tessmann   |
| Sybil      | Estelle Winwood | Gisela Trowe     |

### Erstaufführung
Die US-amerikanische Erstaufführung von Das Zauberschwert war am 11. April 1962 in Los Angeles oder bereits am 28. März 1962 in Louisville. Allerdings gibt die IMDb für Mexiko (25. Januar 1962) und Dänemark (26. Februar 1962) frühere Termine an. Vertrieben wurde der Film von United Artists.
Die deutschsprachige Premiere hatte der Film am 28. April 1990 in der ARD. Für die DVD-Veröffentlichung am 12. Juli 2005 wurde der Titel auf Ascalon, das Zauberschwert geändert.

## Rezeption

### Kritiken
Die Kritiker sind sich weitgehend einig, dass Das Zauberschwert technisch gesehen ein schlechter Film sei. Ausstattung, Kostüme und Make-up werden scharf kritisiert, genauso die Dialoge und die Charakterzeichnungen. Der Film sei unglaublich affektiert und sehr ungeschickt oder auch schlampig gemacht. Trotzdem kommen alle zu einem guten oder zumindest versöhnlichen Gesamturteil, als mit Selbstironie inszenierte, routinierte Unterhaltung mit augenzwinkerndem Charme, die auf ihre eigene Art Vergnügen liefere. Zumindest sei Das Zauberschwert unabsichtlich erheiternd. Besonders Kinder, die ohnehin das Zielpublikum seien, würden den Film vermutlich mögen. Er habe einen „märchenhaften Anstrich“, sei sogar ein „Märchen in bester Hollywoodtradition“ und sehe aus wie ein „Film über eine Strandparty mit Schwertern“.
Ein wesentliches Thema sind die Spezialeffekte. Von den zeitgenössischen Kritiken seien sie besonders gelobt worden, wie zum Beispiel in der Variety. Das Lexikon des internationalen Films lobt immerhin noch, dass sie verhalten eingesetzt seien, und Jeff Stafford meint, sie seien erfinderisch trotz unübersehbarer Einschränkungen. Craig Butler meinte, wer Spezialeffekte wie CGI erwarte, sei hier sicher falsch, während David Nusair schlicht von lächerlichen Spezialeffekten schrieb, die den Film sehr veraltet erscheinen ließen.
Gary Lockwoods schauspielerische Leistung wird scharf kritisiert, die von Anne Helm eigentlich auch. Basil Rathbone und Estelle Winwood werden eher gut bewertet.